# Iranocypris typhlops
Iranocypris typhlops és una espècie de peix cipriniforme de la família dels ciprínids.

## Morfologia
- Els mascles poden assolir 4,5 cm de longitud total.[5]

## Hàbitat
És un peix d'aigua dolça i de clima subtropical.

## Distribució geogràfica
Es troba a Àsia: és una espècie de peix endèmica del riu Tigris (l'Iran).